# Chamaesphecia leucomelaena
Chamaesphecia leucomelaena is een vlinder uit de familie van de wespvlinders (Sesiidae). De wetenschappelijke naam van de soort is voor het eerst geldig gepubliceerd in 1847 door Zeller.